# Вологда (пинк)
«Вологда» — парусный пинк Балтийского флота Российской империи, участник Семилетней войны.

## Описание корабля
Один из двух парусных пинков одноимённого типа, строившихся в 1748—1750 годах на Соломбальской верфи. Длина корабля по сведениям из различных источников составляла 34,75—34,8 метра, ширина — 8,5—8,53 метра, а глубина интрюма — 3,89—3,9 метра. Вооружение судна составляли 22 орудия.

## История службы
Пинк «Вологда» был заложен на Соломбальской верфи 7 (18) июля 1748 года и после спуска на воду 10 (21) мая 1749 года вошёл в состав Балтийского флота России. Сведений о кораблестроителе, построившем судно, и авторе корабельного чертежа не сохранилось.
В 1751 году пинк совершил переход из Архангельска в Кронштадт. C 1752 по 1755 год использовался для грузовых перевозок между портами Финского залива, в конце кампании 1855 года перешёл из Кронштадта в Ревель и остался там на зимовку.
Принимал участие в Семилетней войне 1756—1763 годов. В кампанию 1757 года использовался для перевозки из Кронштадта в Ригу осадной артиллерии. В кампанию 1759 года, возглавляя отряд под флагом капитана 1-го ранга Ивана Ивановича Сенявина, вновь перевозил осадную артиллерию — на этот раз из Кронштадта в Пиллау. В кампанию следующего 1760 года состоял на грузовых перевозках между Кронштадтом и Ревелем. В 1763 году совершил плавание из Кронштадта в Пиллау.
В 1765 году в составе практической эскадры адмирала Мордвинова принимал участие в практическом плавании и показательных учениях у Красной Горки. 2 (12) июня эскадра вышла из Кронштадта в Финский залив. 7 (18) июня к эскадре на яхте подошла императрица Екатерина II и для неё были организованы показательные манёвры кораблей эскадры, во время которых пинк столкнулся с бомбардирским кораблём «Самсон», которым командовал капитан 2-го ранга Пётр Антонович Косливцев. Во время столкновения на «Самсоне» был сломан бушприт, из-за этого происшествия Косливцев был арестован.
В мае и июне 1766 года пинк находился в составе отряда, перевозившего из Любека в Кронштадт немецких колонистов. C 1767 по 1772 год вновь использовался для грузовых перевозок между портами Финского залива, в том числе в 1767 году ходил между Кронштадтом и Ревелем, а в 1772 году — между Кронштадтом и Берёзовыми островами.
В 1774 году пинк «Вологда» был разобран.

## Командиры корабля
Командирами пинка «Вологда» в разное время служили:
- лейтенант В. Колобов (1751 год)[11];
- унтер-лейтенант, а затем[комм. 5] корабельный секретарь П. Ф. Бешенцов (1752—1754 годы)[12];
- унтер-лейтенант А. В. Мусин-Пушкин (1755 год)[5];
- унтер-лейтенант Н. В. Толбузин (1757 год)[13];
- лейтенант С. П. Хметевский (1759 год)[14];
- Татаринов (1760 год)[комм. 6];
- унтер-лейтенант П. Е. Карташёв (1763 год)[15];
- капитан-лейтенант В. Висленьев (1765 год)[16];
- лейтенант С. В. Бартенев (1766 год)[17];
- лейтенант И. В. Арцыбашев (1767 год)[8];
- лейтенант О. Змеев (1770 год)[18];
- мичман В. Лупандин (1772 год)[9].

### Комментарии
1. ↑  Второй пинк носил имя «Каргополь».
2. ↑  114 футов.
3. ↑  28 футов.
4. ↑  12 футов 9 дюймов.
5. ↑  С 15 (26) марта 1754 года.
6. ↑  Сведения об имени и звании командира не сохранились.